# Масакр у Иванцима
Масакр у Иванцима био је потпуно уништење српског села Иванци 30. новембра 1943. од стране снага Трећег рајха.
Током Другог свјетског рата цијели Срем налазио се у саставу Независне Државе Хрватске (НДХ), коју је водио хрватски фашистички усташки решим који је спроводио геноцид над Србима на својој територији. Српско село Иванци, које се налазило јужно од Илаче, потпуно је уништено 30. новембра 1943, док је за пола сата убијено 73 становника. Село је било средиште партизана у Срему са мјесним огранцима Антифашистичког фронта жена и СКОЈ-а. Преживјели становници пронашли су спас у Шидским Бановцима, Товарнику и Илачи.
Село Иванци послије Другог свјетског рата није поново насељено. Саграђено је спомен-подручје у старом селу 1956, али је уништено 1991. у раној фази рата у Хрватсој. У селу Шидски Бановци је 2012. основана невладина организација „Иванци”, са циљем реконструкције споменик у спомен-подручју, као и прикупљањем материјала за објављивање монографије и организацију комеморације.